# 弗農堡 (喬治亞州)
弗農堡（英語：Vernonburg）是一個位於美國喬治亞州查塔姆縣的城鎮。

## 地理
弗農堡的座標為31°58′02″N 81°07′15″W / 31.96722°N 81.12083°W，而該地的平均海拔高度為2米（即7英尺）。

## 人口
根據2010年美國人口普查的數據，弗農堡的面積為0.90平方千米，當中陸地面積為0.90平方千米，而水域面積為0.00平方千米。當地共有人口122人，而人口密度為每平方千米135人。